# Tony Bettenhausen
Melvin Eugene „Tony“ Bettenhausen (* 12. September 1916 in Tinley Park, Illinois; † 12. Mai 1961 in Indianapolis, Indiana) war ein US-amerikanischer Automobilrennfahrer.

## Karriere
Bettenhausen startete zwischen 1941 und 1961 bei 118 Rennen der AAA-/USAC-Meisterschaft, von denen er 22 gewann. In den Jahren 1951 und 1958 war er Meister. Durch seine Teilnahme an den 500 Meilen von Indianapolis, die zwischen 1950 und 1960 zur Fahrerweltmeisterschaft zählten, nahm er auch an elf Grand-Prix-Rennen teil. Gewinnen konnte er das Rennen allerdings nie, ein zweiter Platz 1955 in einem Kurtis Kraft Offenhauser blieb sein bestes Ergebnis. Beim Versuch, sich 1961 für das Rennen in Indianapolis zu qualifizieren, verunglückte er tödlich. Bei hoher Geschwindigkeit kam er ins Schleudern, überschlug sich auf der Strecke und kam auf der Streckenbegrenzung zum Liegen, wo sein Fahrzeug in Flammen aufging. Bettenhausen starb noch an der Unfallstelle.
Bettenhausen ist der Vater von Gary Bettenhausen (1941–2014), Merle Bettenhausen (* 1943) und Tony Bettenhausen jr. (1951–2000), die alle ebenfalls als Rennfahrer aktiv waren.

## Statistik

### Indy-500-Ergebnisse
| Jahr | Startnr. | Start | Qual (km/h) | Ergebnis | Runden | Führung | Ausfall                          |
| ---- | -------- | ----- | ----------- | -------- | ------ | ------- | -------------------------------- |
| 1947 | 29       | 25    | 194,681     | 18       | 79     | 0       | Motor                            |
| 1948 | 6        | 22    | 203,387     | 14       | 167    | 0       | Kupplung                         |
| 1949 | 46       | DNQ   |             |          |        |         |                                  |
| 1949 | 16       | DNQ   |             |          |        |         |                                  |
| 1950 | 14       | 8     | 210,709     | 31       | 30     | 0       | Radlager                         |
| 1950 | 17       |       |             | 52       | 51     | 0       | fuhr Chitwoods Wagen; Rd. 86–136 |
| 1951 | 5        | 9     | 212,334     | 9        | 178    | 0       | Dreher                           |
| 1952 | 99       | DNQ   |             |          |        |         | Trainingsunfall                  |
| 1952 | 27       | 30    | 217,853     | 24       | 93     | 0       | Starter                          |
| 1953 | 98       | 6     | 219,173     | 9        | 196    | 0       | Unfall                           |
| 1954 | 10       | 21    | 222,504     | 29       | 105    | 0       | Ölleitung                        |
| 1954 | 16       |       |             | 154      | 34     | 0       | fuhr Carters Wagen Rd. 121–154   |
| 1955 | 10       | 2     | 225,256     | 2        | 200    | 0       |                                  |
| 1956 | 99       | 5     | 232,690     | 22       | 160    | 0       | Unfall                           |
| 1957 | 27       | 22    | 229,198     | 15       | 195    | 0       |                                  |
| 1958 | 33       | 9     | 231,580     | 4        | 200    | 24      |                                  |
| 1959 | 1        | 15    | 229,665     | 4        | 200    | 0       |                                  |
| 1960 | 2        | 18    | 233,672     | 23       | 125    | 0       | Antrieb                          |
| 1961 | 15       | DNQ   |             |          |        |         |                                  |
| 1961 | 24       | DNQ   |             |          |        |         | tödlicher Unfall                 |

| Legende  | Legende            | Legende                                                          |
| Farbe    | Abkürzung          | Bedeutung                                                        |
| -------- | ------------------ | ---------------------------------------------------------------- |
| Gold     | –                  | Sieg                                                             |
| Silber   | –                  | 2. Platz                                                         |
| Bronze   | –                  | 3. Platz                                                         |
| Grün     | –                  | Platzierung in den Punkten                                       |
| Blau     | –                  | Klassifiziert außerhalb der Punkteränge                          |
| Violett  | DNF                | Rennen nicht beendet (did not finish)                            |
| Violett  | NC                 | nicht klassifiziert (not classified)                             |
| Rot      | DNQ                | nicht qualifiziert (did not qualify)                             |
| Rot      | DNPQ               | in Vorqualifikation gescheitert (did not pre-qualify)            |
| Schwarz  | DSQ                | disqualifiziert (disqualified)                                   |
| Weiß     | DNS                | nicht am Start (did not start)                                   |
| Weiß     | WD                 | zurückgezogen (withdrawn)                                        |
| Hellblau | PO                 | nur am Training teilgenommen (practiced only)                    |
| Hellblau | TD                 | Freitags-Testfahrer (test driver)                                |
| ohne     | DNP                | nicht am Training teilgenommen (did not practice)                |
| ohne     | INJ                | verletzt oder krank (injured)                                    |
| ohne     | EX                 | ausgeschlossen (excluded)                                        |
| ohne     | DNA                | nicht erschienen (did not arrive)                                |
| ohne     | C                  | Rennen abgesagt (cancelled)                                      |
| ohne     | keine WM-Teilnahme |                                                                  |
| sonstige | P/fett             | Pole-Position                                                    |
| sonstige | 1/2/3/4/5/6/7/8    | Punktplatzierung im Sprint-/Qualifikationsrennen                 |
| sonstige | SR/kursiv          | Schnellste Rennrunde                                             |
| sonstige | *                  | nicht im Ziel, aufgrund der zurückgelegten Distanz aber gewertet |
| sonstige | ()                 | Streichresultate                                                 |
| sonstige | unterstrichen      | Führender in der Gesamtwertung                                   |

### Einzelergebnisse in der Sportwagen-Weltmeisterschaft
| Saison | Team              | Rennwagen   | 1   | 2   | 3   | 4   | 5   | 6   | 7   |
| ------ | ----------------- | ----------- | --- | --- | --- | --- | --- | --- | --- |
| 1953   | Tony Bettenhausen | Kurtis 500K | SEB | MIM | LEM | SPA | NÜR | RTT | CAP |
| 1953   | Tony Bettenhausen | Kurtis 500K |     |     |     | DNF |     |     |     |